# Streiff
Streiff, död 1633 i Wolgast, var en tysk hingst av rasen oldenburgare, som var en av den svenske kungen Gustav II Adolfs stridshästar under trettioåriga kriget. Streiff var den häst kungen red då han stupade under slaget vid Lützen den 6 november 1632. Hästen överlevde drabbningen men dog året efter. Streiffs kropp flåddes, och skinnet skickades till Sverige tillsammans med Gustav II Adolfs lik. I Stockholm spändes huden upp över en snidad träställning och ställdes ut i den nyligen öppnade Livrustkammaren. Streiff förvaras alltjämt på museet och är ett av dess äldsta och mest populära föremål. Hästen används även som museets logotyp.

## Biografi

### Tidigt liv
Namnet "Streiff" kommer från hästens förste ägare Johan Streiff von Lauenstein, en tysk officer i svensk tjänst. Hästen var av rasen oldenburgare, en hästras som härstammade från grevskapet Oldenburg i nordvästra Tyskland. Vid denna tid pågick trettioåriga kriget, ett religionskrig mellan Tysklands protestantiska och katolska stater. Sverige hade gått med i konflikten 1630 på protestanternas sida. I början vann de katolska trupperna stora segrar, men under Gustav II Adolfs skickliga ledning vändes kriget inom kort i förmån för protestanterna. Streiff kom i kungens ägo i september 1631, efter att denne låtit köpa honom av Streiff von Lauenstein för 1 000 riksdaler, vilket med dåtida mått var en enorm summa för en häst, som normalt brukade kosta mellan 70 och 80 riksdaler. Hästen var, i likhet med andra individer av samma ras, stor och kraftigt byggd. På grund av sin storlek stack han ut från mängden av andra stridshästar i den svenska armén, vilka generellt var av den betydligt mindre rasen klippare. Streiff var kastanjebrun till färgen, med svart man och svans, samt en vit markering i ansiktet. På 1600-talet trodde man att hästars färgteckning speglade djurets egenskaper. Exempelvis ansågs en svart häst vara slö, medan en röd häst å andra sidan var eldig och vild. Streiffs mörkbruna teckning med vit ansiktsmarkering var oerhört åtråvärd, då det var likadana färger som den makedonske kungen Alexander den stores häst Bukefalos sägs ha haft. När kungen och Streiff först red tillsammans är oklart, men det är möjligt att det var under slaget vid Breitenfeld senare samma år, där de protestantiska arméerna vann en stor seger.

### Slaget vid Lützen

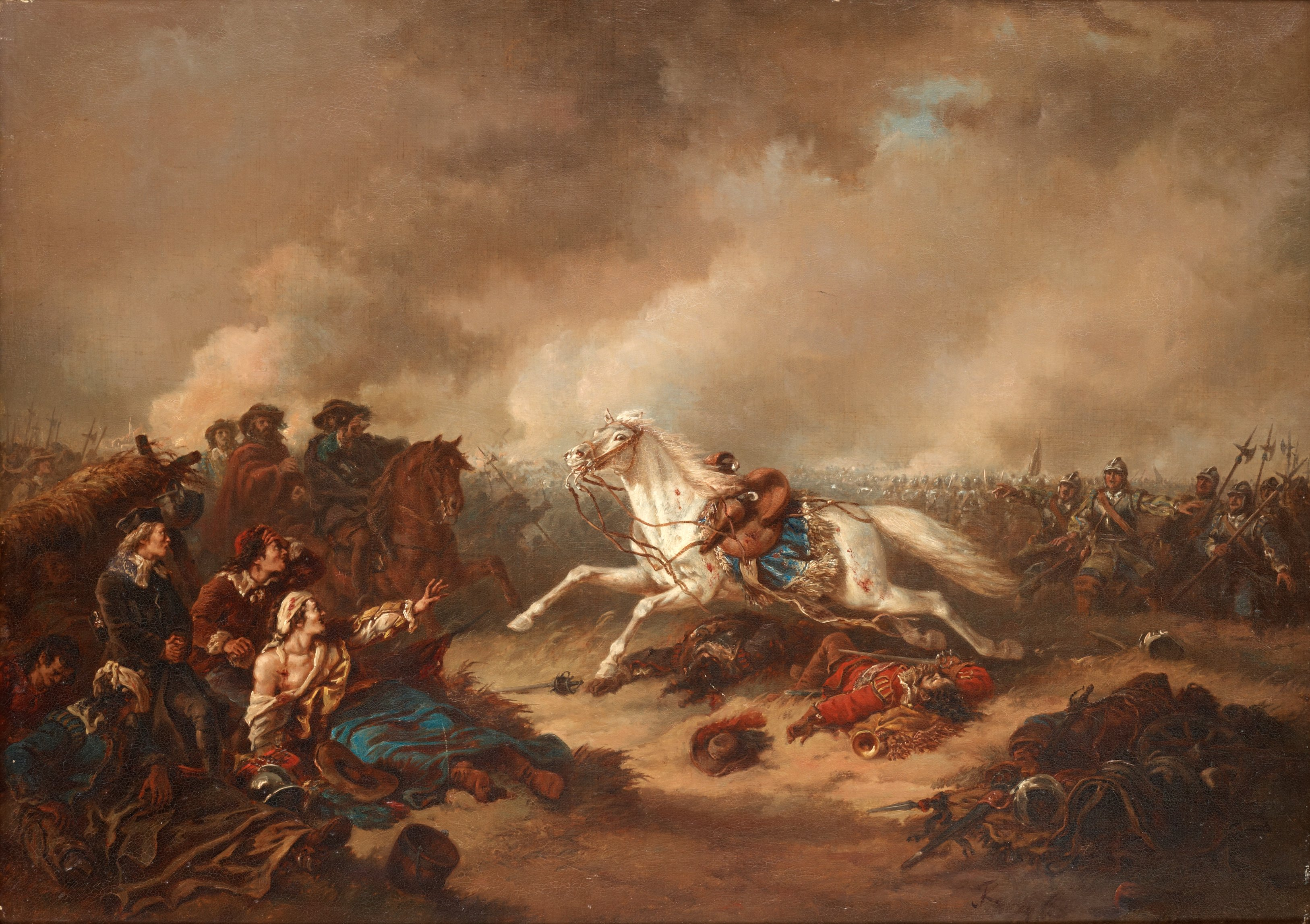
En blodig Streiff rider ensam tillbaka till de svenska linjerna under slaget vid Lützen. Målning av Carl Fredrik Kiörboe. Notera att till skillnad den vita häst som tavlan visar var verklighetens Streiff brun till färgen.

Den enda gång som man med säkerhet vet att Gustav Adolf red Streiff i strid var under slaget vid Lützen den 6 november 1632. Drabbningen började vid elvatiden på förmiddagen då den protestantiska hären under kungens befäl stötte samman med den kejserliga under fältmarskalk Albrecht von Wallenstein. Gustav II Adolf stred i vanlig ordning i första ledet, och ridandes Streiff ledde han i täten för Smålands kavalleriregemente ett anfall mot de katolska ställningarna. Någon gång under striden kom kungen bort från de svenska ryttarna och red vilse i den dimma som låg tjock över Lützens fält denna dag. Den bortkomne kungen och hans lilla följe omringades av fiendesoldater. En katolsk officer sköt Gustav II Adolf i ryggen, varefter ännu ett skott träffade honom i vänster arm. I samma ögonblick träffades också Streiff av en pistolkula i manken som gjorde honom svår att tygla.
Trots sina skador insisterade kungen att anfallet skulle fortsätta, men till slut blev smärtan för svår och han bad att få bli eskorterad ur striden. Innan någon hann göra något blev de anfallna av en grupp fientliga ryttare. I närstriden som följde träffades kungen av ett skott mellan skuldrorna. Kungen vacklade till och föll baklänges av Streiff. Hästen greps av panik och sprang iväg i full galopp med Gustav Adolf släpande efter sig i stigbyglarna. Till slut slet sig Streiff fri och fortsatte springa i riktning mot den svenska linjen. Bakom sig lämnade han den nu allvarligt sårade kungen som mottog en serie svärdshugg och till slut ett dödande skott i tinningen. När Streiff en tid senare återvände ensam och blodig till de svenska leden, väckte han stor uppståndelse. Trots sina skador överlevde Streiff drabbningen, och efteråt ska han ha sörjt sin fallne herre. Det sägs att han vägrade att äta i tre dagar.

### Död och uppstoppning
När Gustav II Adolfs balsamerade kropp skulle föras hem till Sverige följde hästen med i sorgeprocessionen genom Tyskland till de svenska besittningarna i norr. På vägen avled Streiff våren 1633 i hamnstaden Wolgast, i dåvarande svenska Pommern. Huruvida hästen dog av naturliga skäl eller avlivades vet man inte. Efter Streiffs död bestämdes det att hästen skulle flås, stoppas upp och fortsätta resan tillsammans med kungens lik. Arbetet att förbereda hästen för uppstoppning gavs till hovsmeden David och hovapotekaren Kasten Meyener. Först flådde hovsmeden kadavret, varefter Meyener beredde skinnet med en blandning bestående av alun, salt och mjöl. Väl framme i Sverige placerades Streiffs konserverade skinn över en specialutformad stomme i furuträ tillverkad av träsnidaren och amiralitetsbildhuggaren Jost Schütz. Stommen bestod av sex stycken, huvud, hals och kropp samt fyra ben. Delarna monterades sedan samman med tappar, och säkrades på plats med tränaglar.

### Streiff som museiföremål

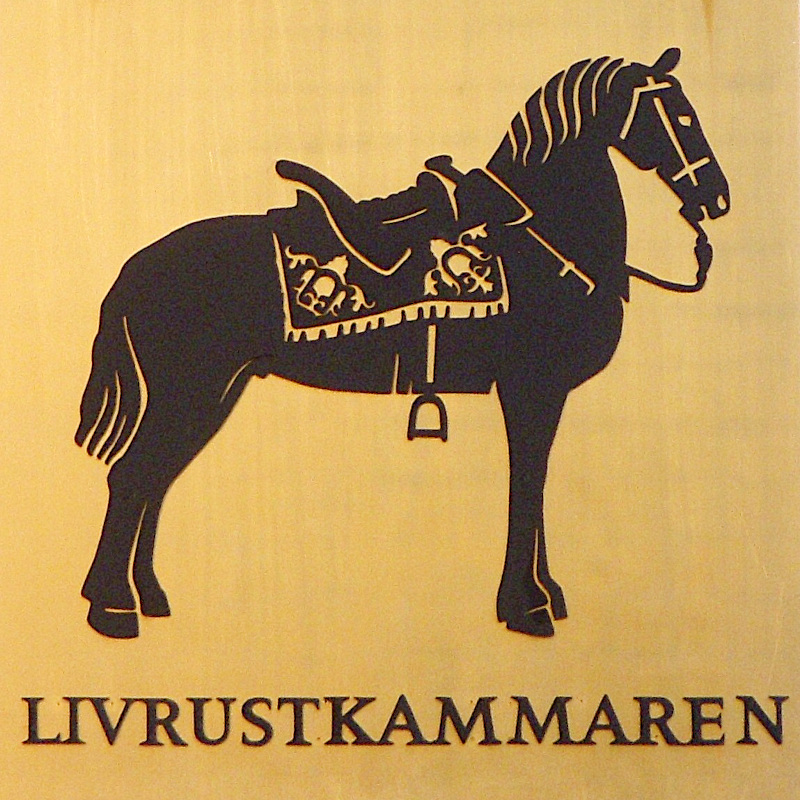
Skylt med Livrustkammarens logotyp föreställande Streiff, som hänger utanför museets entré i Kungliga slottet i Stockholm.

När uppstoppningsarbetet var färdigt ställdes Streiff ut i den då nyöppnade livrustkammaren i Stockholm, tillsammans med flera andra av kungens ägodelar. Under de nästan fyrahundra åren som gått sedan dess har hästen, med undantag av några korta uppehåll, funnits att beskåda på museet. Streiff har ibland med nöd och näppe klarat sig igenom flera stormiga historiska händelser och en mängd museiflyttar. När det kungliga slottet tre kronor brann ner i slutet av 1600-talet var livrustkammarens föremål inhysta i byggnaden. Mirakulöst räddades Streiff undan lågorna i stort sett oskadd med undantag från ett par mindre brännskador. Under andra världskriget valde man att av säkerhetsskäl flytta hästen, ihop med andra museiföremål, till ett skyddsrum utanför Stockholm. Idag räknas Streiff som ett av de äldsta och mest kända föremålen i Livrustkammarens samlingar. Ett tecken på hästens popularitet och ikonstatus är att den valts att avbildas i museets logotyp.
Under årens lopp har flera undersökningar gjorts på Streiff, bland annat har man genom DNA-tester kunnat bekräfta att all hud kommer från en och samma häst. Man har också upptäckt att något verkar vara fel med hästens proportioner. Vid närmare granskning av skarvarna kan man se att hästskinnet är lagt omlott, vilket betyder att det är för stort för stommen. Anledningen till detta vet man inte, men en teori är att träsnidaren Schütz inte hade tillgång till hästhudens exakta mått när han konstruerade den underliggande stommen. Detta betyder att Streiff måste ha varit större när han levde än dagens 146 cm i mankhöjd.

#### Europas äldsta uppstoppade häst?

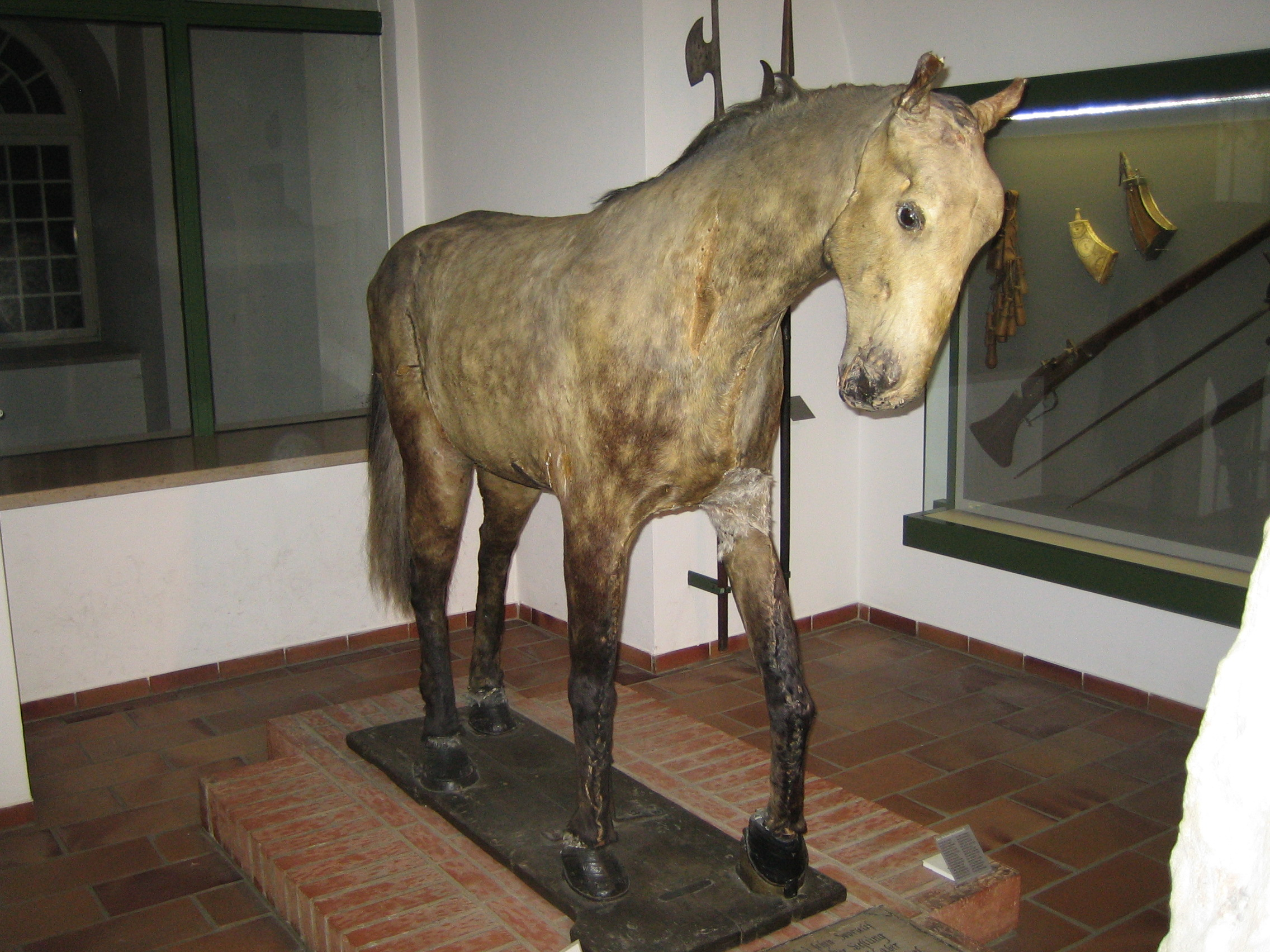
Gustav II Adolfs uppstoppade häst från belägringen av Ingolstadt, Europas äldsta uppstoppade häst. Ingolstadts stadsmuseum.

Länge trodde man att Streiff var den äldsta uppstoppade hästen som bevarats i Europa, men detta har motbevisats på senare tid. I den bayerska staden Ingolstadt förvaras en annan av Gustav II Adolfs hästar, som troligtvis var äldre än Streiff. Denna häst, vars namn inte finns nedtecknat, var kungens springare under svenskarnas belägring av staden i april 1632. När Gustav II Adolf en dag red på en rekognoseringstur utanför Ingolstadts befästningar träffades hans häst av en kanonkula och dog, varpå kungen hamnade i kläm under djuret men kunde räddas av sina soldater. När de svenska styrkorna avbröt belägringen samma år togs hästens kadaver som en trofé av garnisonen, som flådde det och stoppade upp skinnet till allmän beskådning. Idag tillhör hästen samlingarna på stadsmuseet i Ingolstadt och är känd som "den svenska hästen".

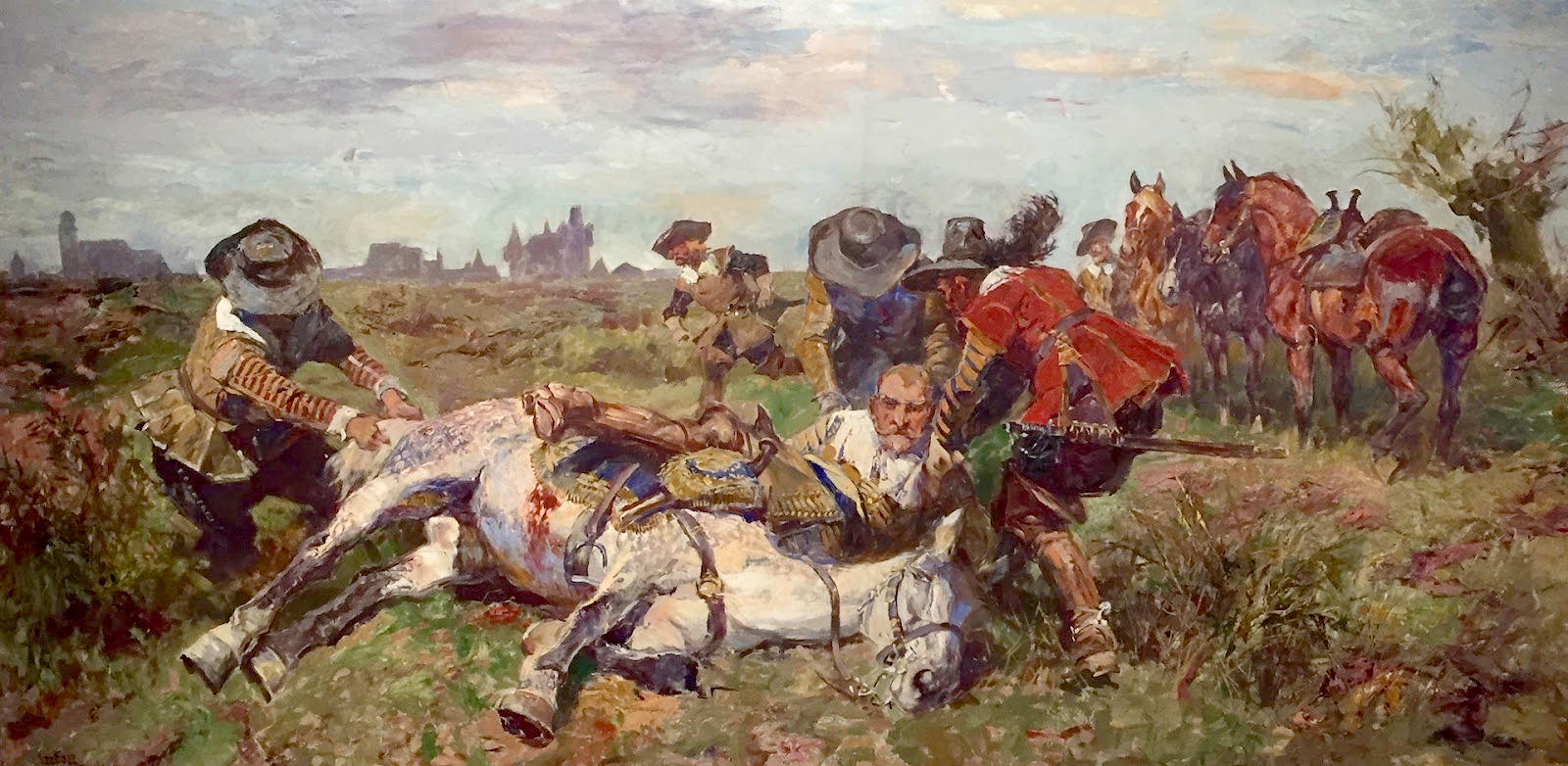
Denna målning av den tyske konstnären Anton Hoffman visar hur Gustav II Adolf räddas från under sin fallna häst av en grupp svenska soldater. Ingolstadts stadsmuseum.
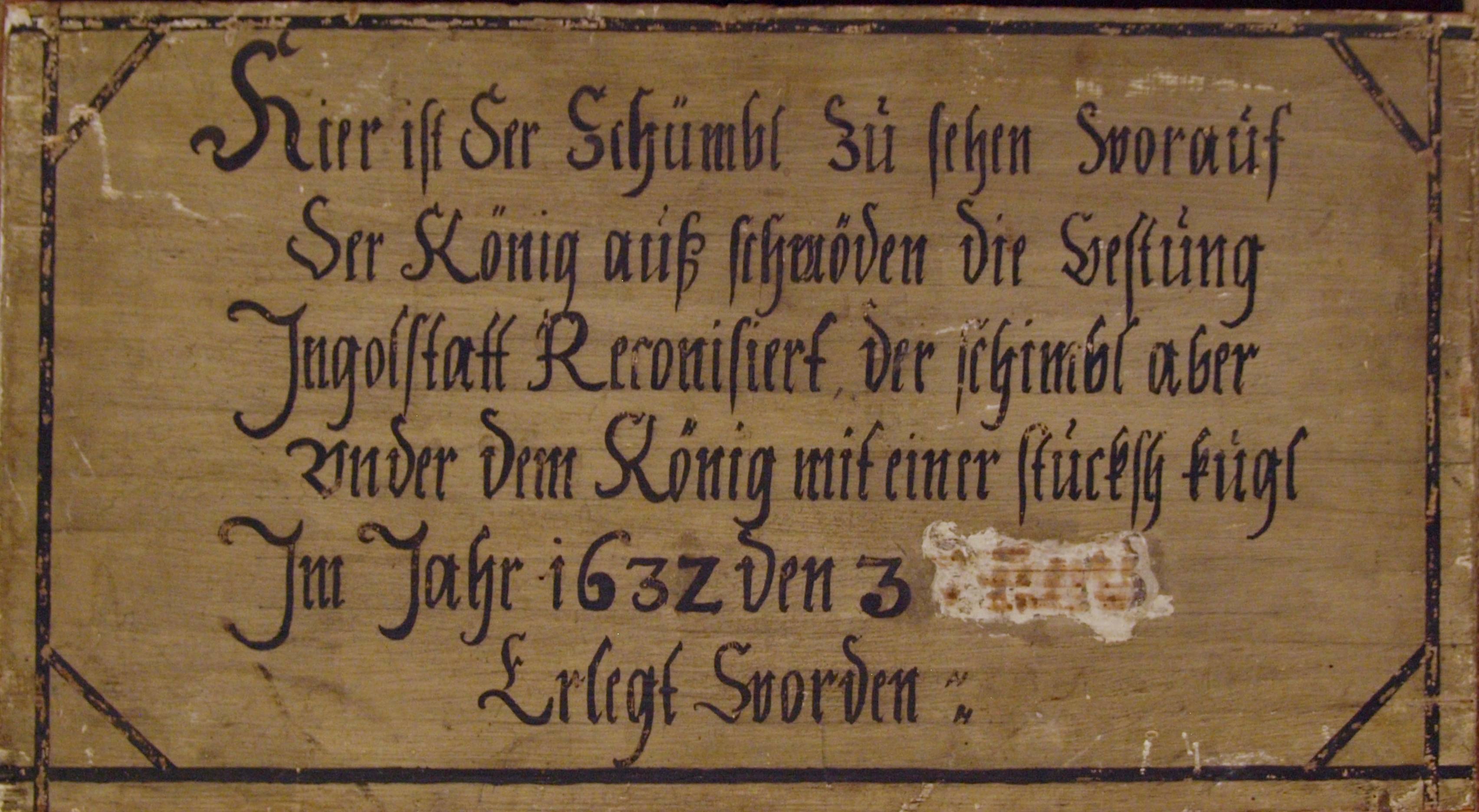
Informationsskylt vid hästens monter på stadsmuseet. Den tyska texten lyder i svensk översättning "Här ser du den gråa häst som Sveriges kung red på under sin rekognosering av fästningen Ingolstadt, men den gråa hästen dödades under honom av en kanonkula år 1632"

## Bilder

### Bilder av den uppstoppade Streiff

Streiff utan ridutrustning från sidan.
Streiff sedd rakt underifrån. Stygnen från uppstoppningsarbetet är klart synliga runt benen och på hästens mage.
Närbild av en av Streiffs hovar.
Hov sedd underifrån med hästskon tydligt synlig.

### Streiff i konsten

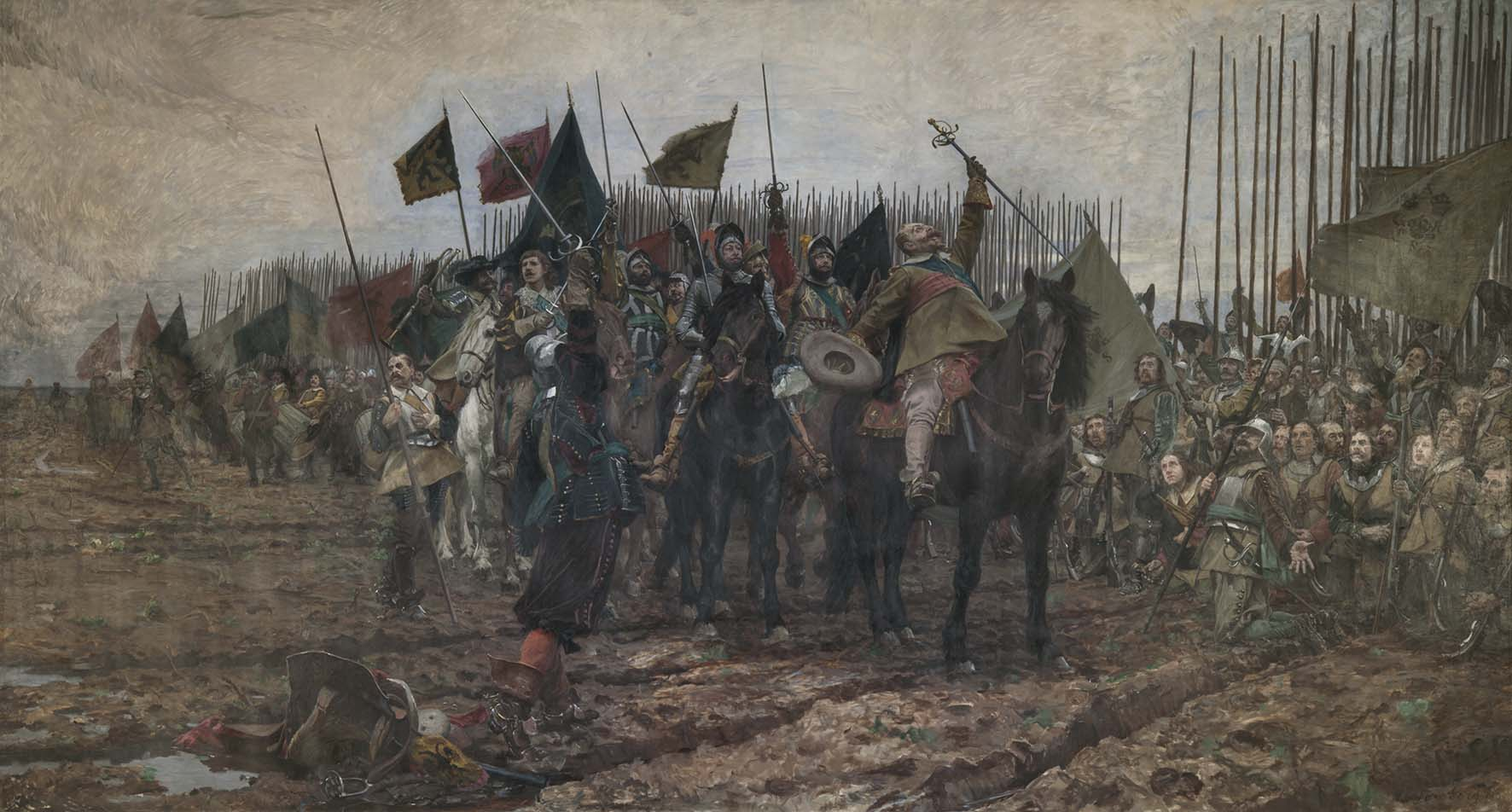
Gustav II Adolf i spetsen för sina trupper innan slaget vid Lützen. Målning av Nils Forsberg från 1900.
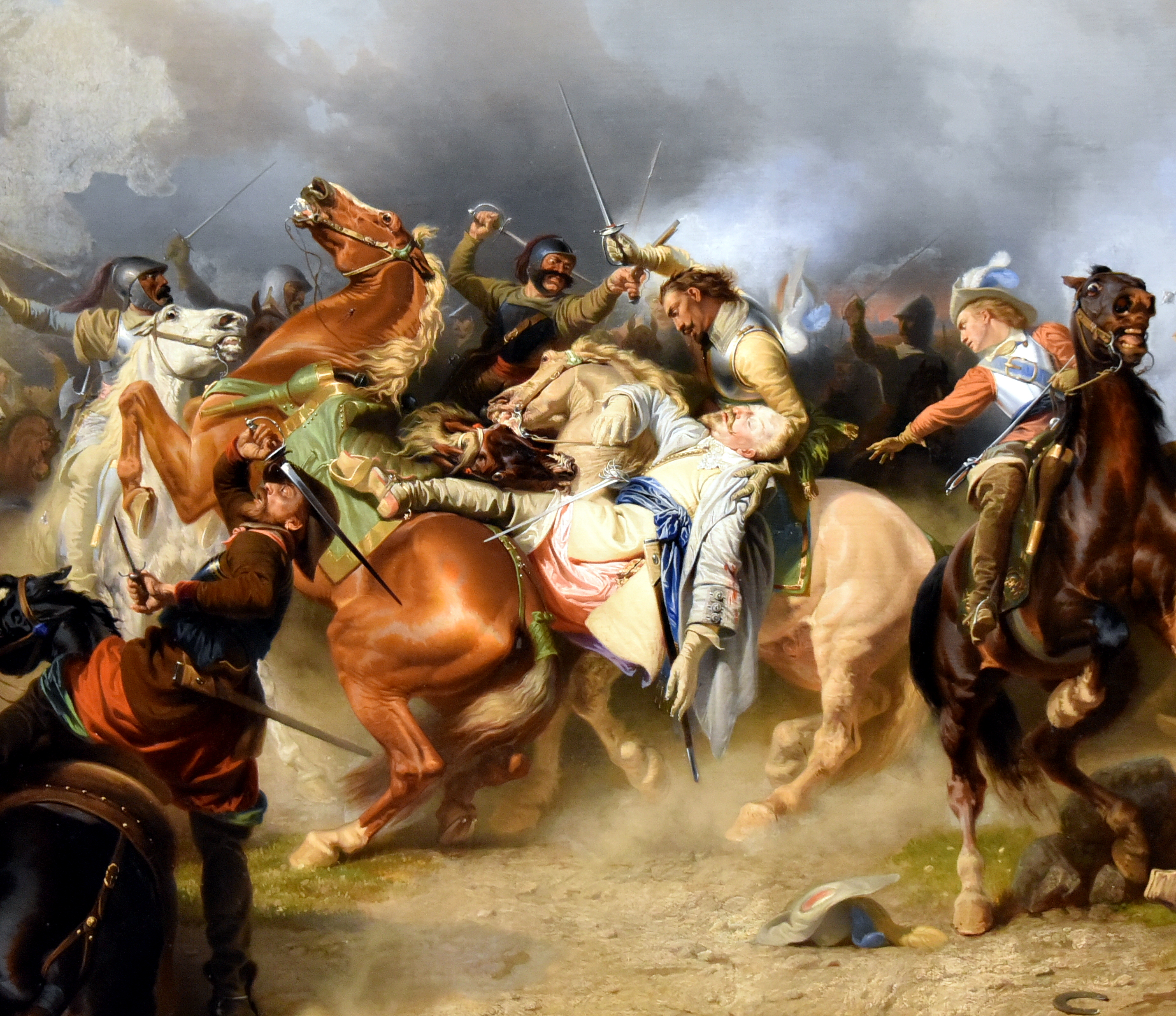
Gustav II Adolfs död under slaget vid Lützen som konstnären Carl Wahlbom föreställde sig händelseförloppet 1855. Nationalmuseum.